# Visualización (gráfica)

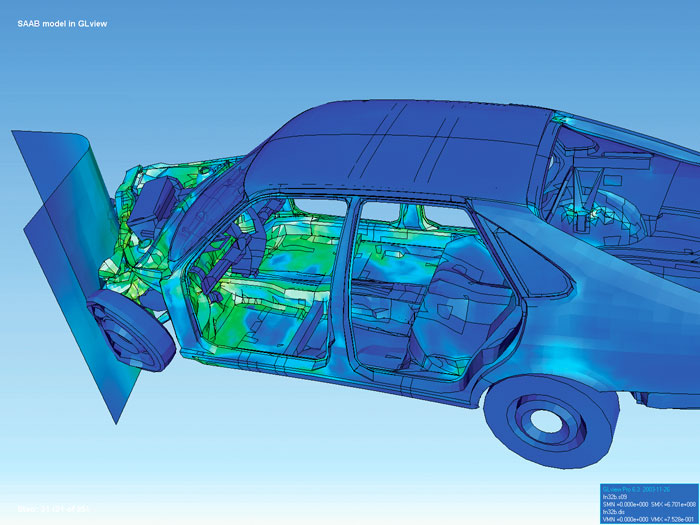
Visualización de una simulación FEM en la que se visualiza un coche que se deforma tras un choque frontal asimétrico.

La Visualización refiere a cualquier técnica para crear imágenes, esquemas, o animaciones con el fin de comunicar un mensaje. La representación a través de imágenes ha sido un método de comunicación de ideas concretas y abstractas desde el principio de la humanidad. Ejemplos de esto incluyen las pinturas de cueva, jeroglíficos egipcios, geometría griega y también los métodos revolucionarios de Leonardo da Vinci de dibujo técnico para ingeniería y propósitos científicos.
En la actualidad, la visualización se ha extendido a múltiples aplicaciones de la ciencia, la educación, la ingeniería (p. ej., visualización de producto), la multimedia interactiva y la medicina, entre otros ámbitos.
Una de las aplicaciones típicas de la visualización se encuentra en la computación gráfica. La invención del ordenador gráfico (y de los ordenadores gráficos en 3D) representa el desarrollo más importante en el ámbito de la visualización desde la invención de la perspectiva central en el periodo del Renacimiento. El desarrollo de la animación, por otro lado, también ha colaborado en el avance de la visualización.

## Visión general

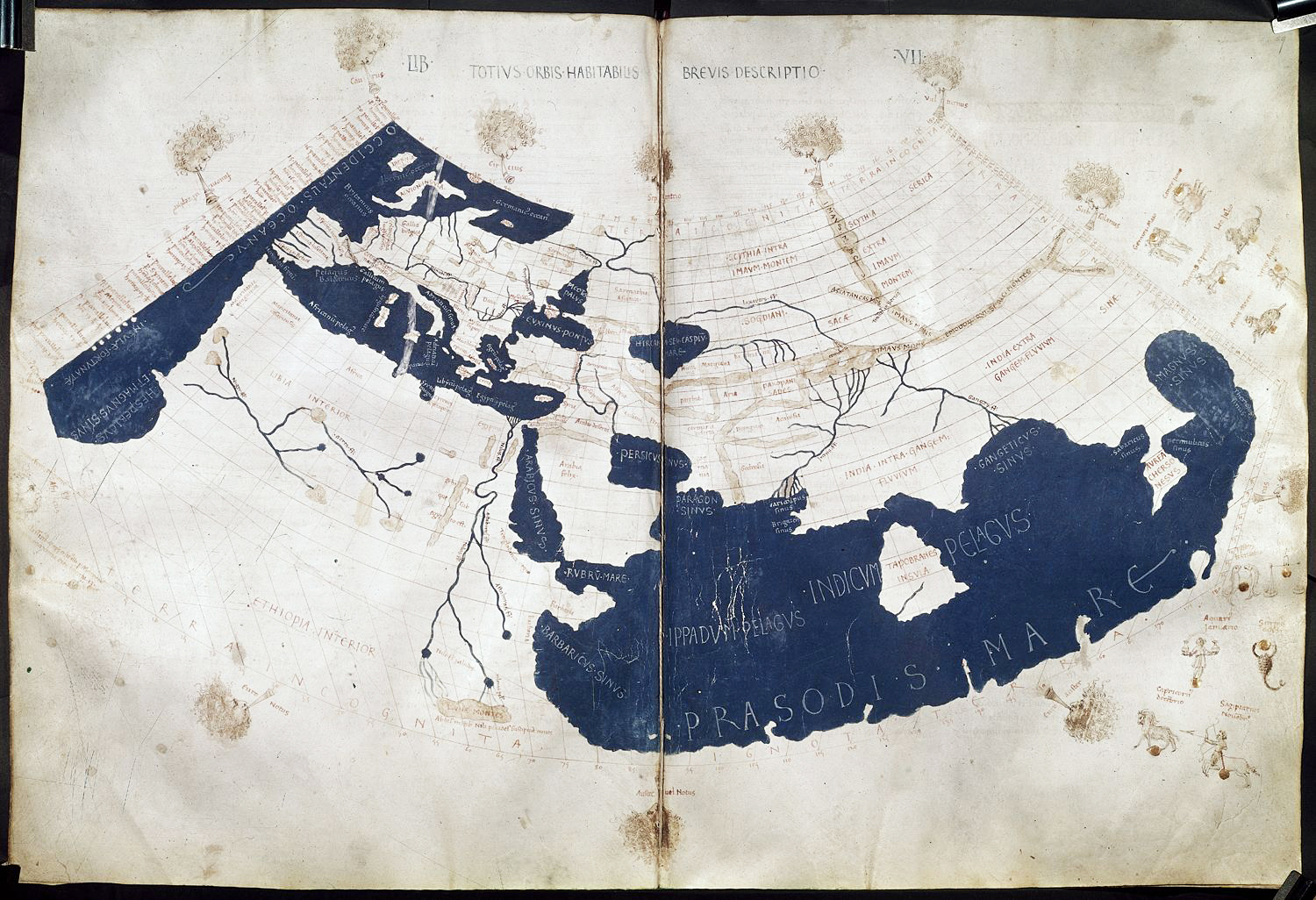
El mapamundi de Ptolomeo, reconstruido a partir de la obra Geografía de Ptolomeo durante el. En él se puede observar Sina (China) al extremo derecho, más allá de la isla de Taprobane (Sri Lanka, con medida desproporcionada) y la Aurea Chersonesus (la península del sudeste asiático).

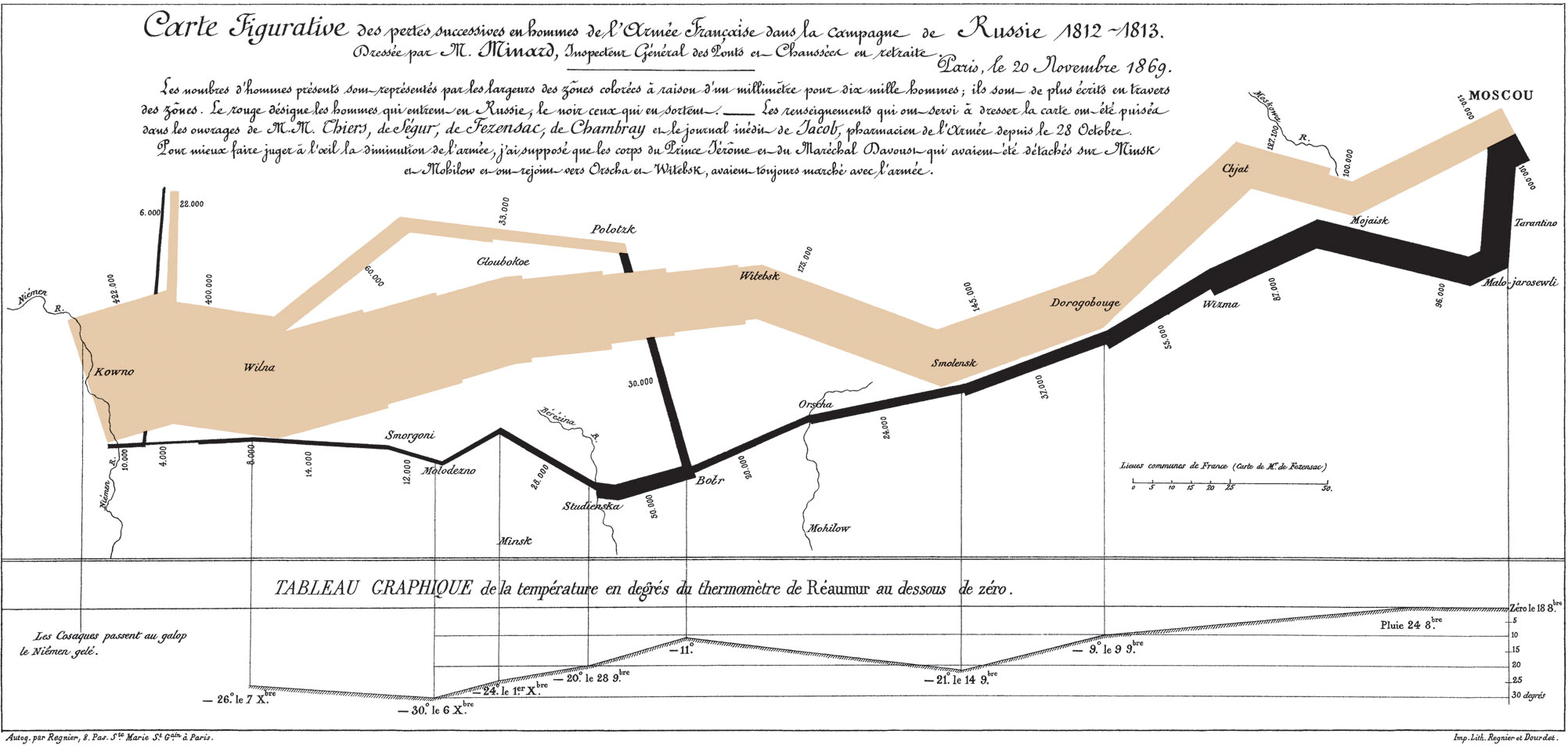
"Mapa figurativo de las sucesivas pérdidas de hombres de la Armada Francesa en la campaña de Rusia 1812-1813", gráfico que elaborara Minard en 1869 a la edad de 88 años.

El uso de la visualización como medio de representar información no es algo nuevo. Ha sido utilizado en mapas, dibujos científicos, y gráficos por más de mil años. En el ámbito de la cartografía, por ejemplo, nos encontramos con la Geografía de Ptolomeo (siglo II d. C.), un mapa de China (1137 dC), y el mapa de Minard  (1861) que grafica la invasión de Napoleón de Rusia hace un siglo y medio. La mayoría de los conceptos aprendidos en la elaboración de estas imágenes se trasladan de forma sencilla a la visualización por ordenador. Edward Tufte ha escrito tres libros  que explican muchos de estos principios.
La computación gráfica ha sido utilizada desde el principio para el estudio de problemas científicos. Sin embargo, en sus inicios la falta de potencia gráfica de los ordenadores limitaba su utilidad. El reciente énfasis en la visualización comenzó en 1987 con la publicación de Visualization in Scientific Computing. Desde entonces, se han celebrado varias conferencias y talleres, copatrocinados por la Sociedad de Informática del IEEE y ACM SIGGRAPH, dedicados al tema en general, y a áreas especiales del campo, como por ejemplo la representación del volumen.
La mayoría de la gente está familiarizada a las animaciones digitales producidas para presentar los datos meteorológicos en televisión, además, la televisión también ofrece visualizaciones científicas cuando muestra reconstrucciones de accidentes en carretera o de aviones. Algunos de los ejemplos más populares de visualizaciones científicas son las imágenes generadas por computadora que muestran naves espaciales en acción, en el vacío o en otros planetas. Las formas dinámicas de visualización, como la animación educativa o las líneas de tiempo, permiten mejorar el aprendizaje sobre los sistemas que cambian con el tiempo.

## Aplicaciones

### Visualización científica

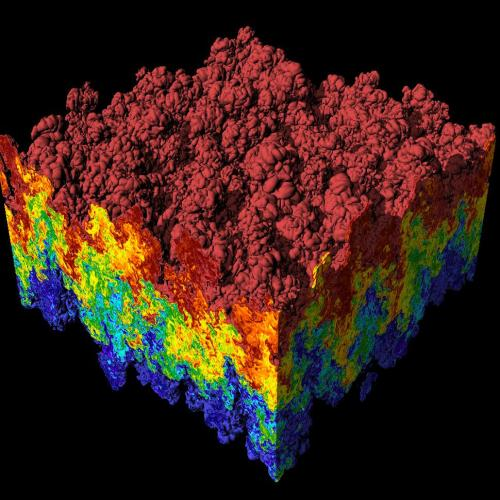
Visualización científica de la simulación de una inestabilidad Rayleigh–Taylor causada por la mezcla de dos fluidos

Como asignatura de la informática, la visualización científica es el uso de representaciones sensoriales interactivas, típicamente visuales, de datos abstractos para reforzar la cognición, la construcción de hipótesis y el razonamiento. La visualización de datos es una subcategoría conexa de la visualización que se ocupa de los gráficos estadísticos y los datos geográficos o espaciales (como en la cartografía temática) que se abstraen en forma esquemática.
La visualización científica es la transformación, selección o representación de datos de simulaciones o experimentos, con una estructura geométrica implícita o explícita, para permitir la exploración, el análisis y la comprensión de los datos. La visualización científica enfoca y enfatiza la representación de datos de orden superior utilizando principalmente técnicas gráficas y de animación. Las áreas tradicionales de la visualización científica son la visualización de flujo, la visualización médica, la visualización astrofísica y la visualización química. Existen varias técnicas diferentes para visualizar los datos científicos, siendo las más comunes la reconstrucción de la isosuperficie y la representación directa del volumen.

### Visualización educativa
La visualización educativa es el uso de la simulación para recrear imágenes con fines didácticos. Esto resulta muy útil cuando se enseña sobre un tema que es difícil de estructurar mentalmente, por ejemplo, la estructura atómica es tan pequeña que difícil de estudiar sin un equipo científico adecuado.